# Erigorgus femorator
Erigorgus femorator är en stekelart som beskrevs av Aubert 1960. Erigorgus femorator ingår i släktet Erigorgus och familjen brokparasitsteklar. Inga underarter finns listade i Catalogue of Life.